# خيرتيان تاميروس
خيرتيان تاميروس (بالهولندية: Gertjan Tamerus)‏ (11 أكتوبر 1980 بهارلم في هولندا - ) هو لاعب كرة قدم هولندي في مركز الهجوم. لعب مع نادي هارلم وناك بريدا وهيراكليس ألميلو وTrikala F.C. ‏.